# Assassinat a Tolosa
Assassinat a Tolosa o Assassinats a Tolosa (títol original en francès, Meurtres à Toulouse) és un telefilm francès de la col·lecció Assassinats a..., escrita per Jean-Marie Chavent i Luc Chaumar i dirigida per Sylvie Ayme. S'ha doblat al valencià per a À Punt amb el títol d'Assassiant a Tolosa, i en català central per a TV3 amb el nom d'Assassinats a Tolosa.
El rodatge va tenir lloc el juliol i l'agost de 2020 a Tolosa.

## Sinopsi
El comandant de la policia Simon Keller, debilitat per una malaltia, s'uneix amb una jove recluta que acaba de sortir de l'escola policial, la Cécile Gimet, per investigar l'assassinat d'un home trobat a la basílica de Sant Serni de Tolosa, al voltant de la cançó "Toulouse" de Claude Nougaro.

## Repartiment
- Lionnel Astier: comandant Simon Keller
- Camille Aguilar: capitana Cécile Gimet
- Astrid Whettnall: fiscal Isabelle Barutel
- Yvan Le Bolloc'h: Frédéric Gomez, germà del pare de la Cécile
- Marc Citti: Serge Blondin
- Annelise Hesme: Nathalie Gimet, la mare de la Cécile
- Samia Sassi: Sophie Barel
- Lise Lafont: Stéphanie Cariou
- Fred Tournaire: Franck Letellier